# Асконас, Бриджит
Бриджит Элис Асконас (Brigitte Alice «Ita» Askonas; 1 апреля 1923 г., Вена, Австрия — 9 января 2013 г.) — британский иммунолог. Член Лондонского королевского общества (1973) и член-учредитель АМН Великобритании (1998), иностранный член НАН США (2007). Удостоена Золотой медали Роберта Коха (2007).

## Ранние годы и образование
Бриджит родилась в Вене в Чешской семье Карла Фредерика Асконаса (англ.  Carl Frederick Askonas) и Роз Фурт (англ.  Rose nee Furth). После оъединения Австрии с нацистской Германией в 1938 году её семья покинула Вену и обосновалась в Монреале, Канада к 1940-му году.
После школы Бриджит училась в колледже Уэлсли, Массачусетс, а затем поступила в университет Макгилла, Монреаль. Там она познакомилась с Дэвидом Ландсборо Томсоном, лекции которого вдохновили её на изучение биохимии. В 1944 году Бриджит получила степень бакалавра, а в 1949 году магистра. Её дальнейшее обучение проходило в отделении биохимии Кембриджского университета, Великобритания, где в 1952 году она защитила диссертацию на степень PhD на тему очистки и свойств креатинфосфата. Её научным руководителем был Малкольм Диксон.

## Научная деятельность
В 1952 году Бриджит начала работу в отделении биохимии Национального института медицинских исследований (NIRM) в Милл Хилл, Лондон. Там, вместе с Питером Кэмбеллом (англ. Peter Cambell) она изучала механизм образования полипептидных цепочек в организме. В то время в научном сообществе существовало две точки зрения о пути биосинтеза белков: биосинтез коротких олигопептидов и дальнейшая их сборки и синтез отдельной полипептидной цепи с дальнейшими её трансформациями. Работа Бриджит и Питера показала, что целые пептидные цепочки собираются сразу в одном месте .
В 1957 году Бриджит перешла в новосозданный отдел иммунологии в NIRM, где вместе с Джоном Хамфри (англ. John Humphrey) занималась изучением формирования антител и роли лимфоцитов и макрофагов на иммунный ответ организма. Её исследования показали, что большое число антител образуется в костном мозге и легких организма. Еще одним важным открытием было то, что иммунный ответ на введение вакцины вызывает выработку не только специфических антител, но и неспецифических иммуноглобулинов. В 1959-1961 годах она изучала опухоли плазматических клеток как модели формирования антител.
Вместе с Аланом Вильямсоном (англ. Alan Williamson), Бриджит изучала пути биосинтеза иммуноглобулинов. Их работы показали, что отдельные цепочки IgG (легкие и тяжелые) можно выделить осаждением со специфической антисывороткой. Также было установлено, что отдельные тяжелые цепи не пребывают в клетке, и именно легкие цепи действуют как интермедианты в сборке иммуноглобулинов.
В 1962-1968 годы Бриджит исследовала роль макрофагов в регуляции выработки антигенов и развитии иммунных реакций. Её эксперименты положили конец теории от том, что макрофаги переносят информационную РНК. В 1971 – 1972 годах Бриджит провела 18 месяцев в Базельском институте иммунологии взаимодействуя с ведущими иммунологами того времени, расширяя свои знания и техники.
В 1976 году Бриджит стала главой отдела иммунологии в NIRM. В это время она занялась изучением вируса гриппа. В этой области она проработала несколько десятилетий, внеся неоценимый вклад в развитие иммунологии и обучив поколение аспирантов таких, как Эндрю Мак-Майкл (англ. Andrew McMichael) и Ален Таунсенд (англ. Alain Townsend).
В 1988 году, после 36 лет работы в NIRM, Бриджит ушла в отставку. Но на этом её вклад в науку не закончился. Почти до самого конца своей жизнь она регулярно посещала кафедры биологии лейкоцитов и респираторной медицины в Имперском колледже в Лондоне и Институте молекулярной медицины в Оксфорде, консультируя ученых и студентов по иммунологии. В 1988 – 1994 годах Бриджит по приглашению читала лекции на медицинском факультете Медицинской школы больницы Сэнт-Мэрис в Лондоне.

## Семейная жизнь
Кроме работы, Бриджит много времени уделяла друзьям и родственникам. Она была особенно близка со своим братом, Фрэдом, его женой, Мэдж, а также их детьми. У Бриджит был очень широкий круг друзей, она всегда находила общий язык как со своими коллегами и сверстниками, так и с аспирантами и студентами.

## Награды и звания
- 1973 – Член Лондонского Королевского Общества
- Почетный член Американской ассоциации иммунологов, Французского общества иммунологии и Немецкого общества иммунологии
- 1989 – 1990 – Вице-президент Совета Лондонского Королевского Общества
- 1998 – Один из основателей Академии медицинских наук Великобритании
- 2007 – Иностранный член Национальной академии наук, США
- 2007 – Золотая медаль фонда Роберта Коха
- 2012 – Почетный доктор Кембриджского университета